# Special Activities Center
Special Activities Center är en avdelning inom den amerikanska underrättelsetjänsten Central Intelligence Agencys underavdelning Directorate of Operations (tidigare National Clandestine Service). Den har ansvaret att bistå CIA med paramilitärer samt utföra och verkställa hemliga och sekretessbelagda uppdrag, där USA som land inte vill synas officiellt.
Den paramilitära insatsstyrkan är placerad på Camp Peary utanför Williamsburg i Virginia men tillbringar även tid på systerförläggningen Harvey Point Defense Testing Activity utanför Hertford i North Carolina. De som rekryteras till SAC:s paramilitär har oftast en bakgrund inom specialförband såsom Delta Force och Navy Seal.
Avdelningen och dess paramilitär har använt sig av flera olika namn sedan CIA grundades 1947, de har dock sitt ursprung från CIA:s föregångare Office of Strategic Services (OSS), som startade upp just en paramilitär för att användas under andra världskriget. Namn som har använts är bland annat International Activities Division, Paramilitary, Insurgency, Narcotics Staff, Military and Special Programs Division, Military Special Projects, Military Support Staff, Special Activities Staff och Special Activities Division.

## Underavdelningar
De underavdelningar som avdelningen har till sitt förfogande.
- Computer Operations Group (informationskrigföring)
- Foreign Training Group (tränar utländska poliser och anställda vid utländska underrättelsetjänster.)
- Propaganda and Political Action Group (desinformation)
- Proprietary Management Staff (hanterar och sköter skalföretag och frontorganisationer för att förhindra insyn i SAC.)
- Special Operations Group (utförande av uppdragen som kräver en fysisk insatsstyrka.)